# شورش در شهر (مجموعه بازی)
شورش در شهر یا شورش در خیابان‌ها (به انگلیسی: Streets of Rage) (نسخه ژاپنی با نام Bare Knuckle به خصوص نسخه ۳ در ایران عرضه می‌شد) عنوان یک سری بازی ویدئویی به سبک بیت ام آپ با زاویهٔ دید پهلو-پیمایش است، که توسط شرکت ژاپنی سگا به‌طور انحصاری برای کنسول بازی سگا مگا درایو این شرکت ساخته و تولید شده‌است. شورش در شهر ۱، ۲، ۳ و ۴ به ترتیب در سال‌های ۱۹۹۱، ۱۹۹۲، ۱۹۹۴ و ۲۰۱۵ عرضه گشت که در ایران هم بسیار پرطرفدار بود به خصوص در دهه ۷۰ با شروع نسل پنجم بازی‌های ویدیوئی سگا که از موفقیت سه نسخه شورش در شهر راضی بود تصمیم گرفت تا این عنوان را برای کنسول جدید خود عرضه کند،اما به علت اختلاف‌هایی که با استودیوی سازنده عنوان جدید پیدا کرد، حق نشر نسخه جدید را بر روی کنسول جدید خود با نام سگا ساترن نداد؛ در نتیجه استودیوی سازنده با ایجاد تغییرات جزئی در چهره شخصیت‌ها و تغییر نام عنوان به نام فایتینگ فورس این عنوان را برای کنسول رقیب سگا ساترن یعنی پلی‌استیشن ۱ منتشر کرد.
بعد از موفقیت نسبی فایتینگ فورس استودیوی سازندهٔ این عنوان تصمیم به ساخت ادامه آن گرفت که با عرضهٔ فایتینگ فورس ۲ بر روی پلی‌استیشن ۱ همراه بود، اما این عنوان با بازخوردهای منفی مواجه شد و به صورت کلی سری فایتینگ فورس به بقای خود پایان داد و به فراموشی سپرده شد، در سال ۱۹۹۸ شرکت سگا تصمیم گرفت تا استودیوهای داخلی خود که در گذشته سه نسخه بازی را ساخته بودند شورش در شهر ۴ را بسازد، اما در حالی که این بازی در مراحل اولیهٔ ساخت و توسعه قرار داشت؛ بنابه دلایل نامعلوم متوقف شد، اما در سال ۲۰۱۸ نسخه ۴ این بازی به صورت رسمی معرفی شد و در نهایت در ۳۰ آوریل ۲۰۲۰ عرضه گردید.
نسخه «بازسازی شورش در شهر» نیز که به صورت دنباله غیر تجاری و اپن سورس این بازی برای رایانه‌های شخصی و کنسول‌های وی و WIZ منتشر شده‌است. گرچه این نسخه را هم می‌توان یک کالکشن بین ۳ نسخه اولیه نامید اما به صورت غیر رسمی می باشد، این بازی در ۱۴ فروردین ۱۳۹۰ به صورت رایگان منتشر گردید و ساخت آن توسط چند جوان اسپانیایی ۸ سال طول کشیده است.

## شخصیت‌های اصلی بازی
شخصیت‌های حاضر در بازی شورش در شهر با توجه به تکنولوژی مورد استفاده از تنوع نسبتاً کمی برخوردار بودند. اما فرم گرافیک و حرکات کاراکترها به گونه‌ای بود که موجب جلب نظر بازیکنان می‌گردید. نمونه‌هایی از این شخصیت‌ها عبارتند از:

#### Adam Hunter
آدام هانتر یکی از شخصیت‌های اصلی حاضر در بخش اول بازی است. او که یک بوکسور حرفه‌ای بازنشسته نیز به حساب می‌آید به عنوان کارآگاه در اداره پلیس یکی از شهرهای آمریکا مشغول به کار است. در بخش دوم آدام توسط ایکس ربوده شده و از فهرست شخصیت‌های قابل انتخاب بازی خارج می‌گردد. او در نهایت پس از سال‌ها در نسخهٔ ۴ به عنوان شخصیت قابل کنترل به جمع بازیکنان پیوست.

#### Axel Stone
اکسل استون شخصیت اصلی سری بازی‌های شورش در شهر بوده که در تمامی ۴ قسمت رسمی، قابل انتخاب است. او در بخش اول از کارآگاهان پلیس بود ولی پس از مدتی و به دلیل علاقه به ورزش‌های رزمی، تصمیم به تاسیس یک باشگاه کاراته می‌گیرد. شخصیت اکسل در سال ۲۰۱۵ نیز حضوری در بازی مبارزه‌ای و نقش آفرینی Project X Zone 2 داشت.

#### Blaze Fielding
بلیز فیلدینگ نیز یکی از شخصیت‌های اصلی بازی شورش در شهر بوده که در تمامی ۴ قسمت اصلی حضور دارد. وی در ابتدا یک افسر جز پلیس بود ولی در قسمت‌های بعدی به فعالیت به عنوان مربی رقص و کارآگاه خصوصی پرداخت. بلیز در قسمت‌های دوم و سوم و پس از شکست دادن ایکس، به نوعی رهبری گروه را بر عهده می‌گیرد.

#### Max Thunder
مکس تاندر یک کشتی گیر حرفه‌ایست. او که از دوستان اکسل به حساب می‌آید، تنها در شورش در شهر ۲ قابل انتخاب است.

#### Eddie Hunter
ادی برادر کوچک آدام بوده و در قسمت دوم بازی وارد ماجرا می‌گردد. او در قسمت سوم نیز حاضر بوده و علی‌رغم سرعت بسیار بالا، یکی از ضعیف‌ترین شخصیت‌های قابل انتخاب در بازی به حساب می‌آید.

#### Dr. Gilbert Zan
دکتر گیلبرت زن یکی از سران گروه تبهکار در قسمت‌های اول بازی بود که اطلاعاتی در خصوص روبات‌ها را به بلیز انتقال می‌دهد. او که یک نیمه انسان/نیمه روبات یا Cyborg بوده، یکی از ۴ شخصیت اصلی قابل انتخاب در بازی شورش در شهر ۳ است.

#### Ash
اش یکی از رییس‌های رده پایین و از زیردستان محبوب ایکس بوده که در قسمت سوم وارد بازی می‌گردد. اش با خصوصیاتی نامتعادل (رفتار مردانه/زنانه و هوموسکشوال)، قابلیت انتخاب به عنوان یکی از شخصیت‌های قابل انتخاب مخفی را نیز دارد.

#### Roo
رو که با نام ویکتی (Victy) نیز در برخی از نگارش‌ها معرفی شده، یکی از مینی باس‌های موجود در این بازی است. رو در شورش در شهر ۳ وارد بازی شده و در صورت شکست توسط بازیکن، قابلیت انتخاب به عنوان کاراکتر انتخابی کاربر را نیز خواهد داشت.

#### Shiva
شیوا (یکی از خدایان هندو) محافظ اختصاصی ایکس بوده و در قسمت‌های دوم و سوم و پیش از مواجهه با وی در مقابل بازیکن قرار می‌گیرد. این شخصیت به عنوان یکی از کاراکترهای مخفی در قسمت سوم قابل انتخاب توسط کاربر است.

#### Mr. X
ایکس شخصیت اصلی و منفی سری بازی شورش در شهر بوده که با اندیشه‌های شیطانی خود، با اشکال مختلف در مراحل انتهایی بازی حاضر می‌شود. در قسمت سوم، تنها چیزی که از ایکس باقیمانده، یک مغز در یک ظرف بود که به وسیله آن و با کنترل یک ربات مخصوص، به مبارزه با شخصیت‌های اصلی می‌پردازد.

## داستان بازی
در بخش اول، یک شهر آرام و امن مورد هجوم گروهی از تبهکاران قرار گرفته و به دلیل همکاری افراد پلیس، هیچ‌کس زندگی آرامی را تجربه نمی‌کند. سه شخصیت اصلی بازی شورش در شهر به مقابله با این گروه پرداخته تا در نهایت رییس اصلی با نام ایکس را شکست دهند.
در قسمت دوم و ۱ سال پس از شکست ایکس، سه شخصیت اصلی به زندگی عادی خود باز گشته‌اند. اما گروه‌های تبهکار در اقدامی تلافی جویانه پس از ربودن آدام، دوباره شروع به فعالیت نموده و آرامش را از شهر دور می‌کنند.  بلیز و اکسل به همراه برادر کوچک آدام، ادی و مکس به محل اختفای ایکس در یک جزیره دور افتاده رفته و پس از آزاد کردن آدام و شکست شیوا و ایکس، با هلیکوپتر به شهر خود باز می‌گردند.
پس از دومین شکست، ایکس برای سرپوش گذاشتن بر روی فعالیت‌های مجرمانه و ضد انسانی و ملی خود، یک مرکز تحقیقاتی به نام RoboCy را راه اندازی می‌کند. او با همکاری جمعی از بهترین متخصصان علوم مدرن، در صدد است تا ارتشی از روبات‌های دست آموز خود را جایگزین مقامات بالارتبه شهر نموده و مردم را به زور به اطاعت از خود وادار نماید. پس از خروج از شهر، ایکس برای نابودی کل مردم، بمب‌هایی را در مناطق مختلف قرار داده که به وسیله کنترل از راه دور منفجر خواهند شد.دکتر گیلبرت زن از نیت پلید نظام حاکم ایکس و نقشه‌های آتی سیستم تحت فرمان وی مطلع شده و آنها را به بلیز منتقل می‌کند. بلیز به همراه اکسل و ادی و دکتر زن، تصمیم می‌گیرند که برای بار آخر با ایکس مبارزه کرده و شهر را برای همیشه از وجود وی پاک نمایند. اما آدام به دلیل مشغله‌های پلیسی فرصت همراهی با گروه را پیدا نمی‌کند.

### موسیقی متن
موسیقی بازی شورش در شهر نیز توانست موفقیت‌های بازی را تکرار نماید. این آثار که توسط Yuzo Koshiro و Kyoji Kato و Motohiro Kawashima ساخته شده بودند، با توجه به سبک الکترونیک و قرار گرفته در رده آثار Breakbeat, Dance, Techni, Trance با استفاده از بن مایه‌های موسیقایی Exprimental و Ambient و آثار موسیقی هنرمندان مانند انیگما (Enigma) و ترکیب آن با جز (Jazz)، هیپ هاپ (Hip-Hop) و اینداستریال (Industrial) به یکی از بهترین موسیقی‌های بازی در طول تاریخ تبدیل شدند.
به همین دلیل ۳ دیسک مختلف از موسیقی متن بازی شورش در شهر تحت عناوین Bare Knuckle Original Soundtrack در سال ۱۹۹۱، Bare Knuckle II/Streets of Rage 2 Soundtrack در سال ۱۹۹۳ و Bare Knucke III در سال ۱۹۹۴ منتشر و در کشورهای مختلف توزیع گردید.

### دیدگاه‌ها و موفقیت‌ها
سری بازی‌های شورش در شهر یکی از موفق‌ترین بازی‌های ویدیویی دهه ۱۹۹۰ میلادی بود. این بازی با کسب امتیازات زیر از مجلات و نشریات معتبر جهانی وقت توانست در زمره بهترین بازی‌های کامپیوتری سبک Beat em up قرار گیرد:
امتیاز ۴ از ۵ از AllGameآمریکا
امتیاز ۹۲% از مجله MegaTech انگستان
رتبه B از مجله Wizard آمریکا
نمره ۹۰ از ۱۰۰ از مجله Hobby Consolas اسپانیا